# 양현준
양현준(2002년 5월 25일~)은 대한민국의 축구 선수로 포지션은 윙어, 공격수이다. 현재 스코티시 프리미어십의 셀틱와 대한민국 축구 국가대표팀에서 활동하고 있다.

## 구단 경력

### 강원 FC
양현준은 부산 영도구에서 태어났으며 상리초등학교, 거제 동부중학교, 부산정보고등학교를 졸업했다. 2021년 강원 FC에 입단했다. 그는 5월 중순까지 리저브팀이자 K4리그 소속팀인 강원 FC B에서 활동하다가 5월 23일 FC 서울과의 2021년 K리그1 18라운드 경기에서 1군 데뷔전을 치렀다.
이후 2021 시즌 1군에서는 공식전 10경기, 리저브팀에서는 20경기 4골 2어시스트를 기록했고 이듬해인 2022 시즌에서는 강원 1군 소속으로 36경기 8골 4어시스트를 기록하며 강원 구단 역사상 첫 K리그1 상위스플릿 진출이자 K리그1 역대 최고 성적(6위)에 기여했다. 그는 K리그1 2022 시즌에 4번의 K리그 이달의 영플레이어상, 이달의 퍼포먼스상, G모먼트 어워드 수상, 2022년 K리그1 영플레이어상, KFA 선정 올해의 영플레이어상을 수상했다.

### 셀틱 FC
2023년 7월 15일 김병지 강원 FC 대표이사가 자신의 유튜브 라이브를 통해 양현준이 스코티시 프리미어십 셀틱 FC로 이적한다는 소식을 공식 발표했고 이틀 후에는 부산 아이파크의 권혁규도 셀틱 FC로 이적했다.
양현준은 로스 카운티와의 2023-24 시즌 스코티시 프리미어십 개막전 경기에서 후반 34분 교체 투입을 통해 유럽 리그 데뷔 무대를 치렀다. 이후 애버딘 FC와의 리그 2라운드 원정 경기에서는 시즌 첫 어시스트를 기록하며 팀의 4-1 승리에 기여했고 애버딘 FC와의 12라운드 경기에 선발로 출전해 팀의 6-0 승리에도 기여했다.

## 국가대표팀 경력
2022년 AFC U-23 아시안컵 본선 엔트리에 합류했다. 태국과의 C조 최종전에서 후반 추가 시간 교체 투입을 통해 U-23 대표팀에서의 데뷔전을 치렀고 이후 일본과의 8강전에서 팀이 0-3으로 패배하며 U-23 아시안컵 8강이라는 성적을 얻었다.
2022년 9월 대한민국 성인 대표팀 감독인 파울루 벤투에 의해 국가대표팀에 차출되었으나 경기에는 출전하지 않았다. 이듬해인 2023년 9월 벤투의 후임으로 대표팀 감독이 된 위르겐 클린스만에게 다시 차출되면서 10개월만에 다시 대표팀의 부름을 받았다. 9월 8일에 열린 웨일스와의 친선 경기에서 이재성과 교체 투입되면서 A매치에 처음 출전했다.
2023년 12월 카타르에서 열리는 2023년 AFC 아시안컵에 참가하는 대한민국 대표팀 명단에 포함되었으며 오스트레일리아와의 8강전에서 김태환과 교체 투입되면서 처음으로 메이저 국제 대회에 출전했다.

## 수상 내역

### 개인
- K리그1 이달의 영플레이어상 : 2022년 4월, 6월, 7월, 9월
- K리그1 이달의 퍼포먼스상 : 2022년 7월
- G모먼트 어워드 : 2022년 7월
- K리그1 영플레이어상 : 2022
- KFA 올해의 영플레이어상 : 2022